# Zope Content Management Framework
El  Zope Content Management Framework (CMF) es una serie de herramientas software libre para Zope que forma un marco de trabajo que proporciona muchos de los principales servicios que un sistema de gestión de contenidos pudiera necesitar. El zCMF puede ser usado como un producto independiente, o puede ser construido en la parte superior de, por ejemplo, en los casos de Plone o Nuxeo CPS. El CMF proporciona herramientas básicas como el flujo de trabajo, la personalización y la catalogación. El desarrollo del CMF está dirigido por Zope Corporation y es un producto código abierto con las contribuciones de los desarrolladores de todo el mundo.